# Václav Fresl
Václav Fresl (14. října 1868 Praha, (některé dokumenty udávají, že se narodil v Pelhřimově) – 23. prosince 1915 Třebotov) byl rakouský a český politik, na počátku 20. století poslanec Říšské rady.

## Biografie
Vychodil obecnou školu v Praze a měšťanskou školu v Pelhřimově. Vyučil se řezníkem a uzenářem. Do roku 1900 pracoval jako zřízenec pražských obecních plynáren. Byl aktivní i politicky. Od jejího založení roku 1897 byl členem České strany národně sociální. Působil i jako novinář. V roce 1893 se oženil s Marií Kolářovou.
Na počátku 20. století se zapojil i do celostátní politiky. Ve volbách do Říšské rady roku 1901 získal mandát v Říšské radě (celostátní zákonodárný sbor) za všeobecnou kurii, obvod Plzeň, Blovice, Rokycany atd. Uspěl i ve volbách do Říšské rady roku 1907, konaných již podle všeobecného a rovného volebního práva, kdy byl zvolen za obvod Čechy 15. Usedl do poslanecké frakce Sjednocení českých národně sociálních, radikálně pokrokových a státoprávních poslanců. Mandát obhájil za týž obvod i ve volbách do Říšské rady roku 1911. Nyní byl členem frakce Český národně sociální klub. Ve vídeňském parlamentu setrval až do své smrti. V Říšské radě se zviditelnil při jedné z českých obstrukcí, kdy hovořil po 18 hodin. Krátce poté se ale u něj rozvinula nemoc. K roku 1911 se profesně uváděl jako dělník.
Zemřel v prosinci 1915.